# Sainte-Colombe (Charente Marítimo)
 Sainte-Colombe  es una población y comuna francesa, situada en la región de Poitou-Charentes, departamento de Charente Marítimo, en el distrito de Jonzac y cantón de Montlieu-la-Garde.

## Demografía
| 162 | 139 | 123 | 127 | 120 | 114 |
| Para los censos de 1962 a 1999 la población legal corresponde a la población sin duplicidades (Fuente: INSEE [Consultar]) |     |     |     |     |     |